# Язбина (Шмарє-при-Єлшах)
Язбина (словен. Jazbina) — поселення в общині Шмарє-при-Єлшах, Савинський регіон, Словенія. 
Висота над рівнем моря: 256,5 м.